# Стан (село, Болгария)
Стан (болг. Стан) — село в Болгарии. Находится в Шуменской области, входит в общину Нови-Пазар. Население составляет 441 человек.

## Политическая ситуация
В местном кметстве Стан, в состав которого входит Стан, должность кмета (старосты) исполняет Валентин Димитров (Болгарская социалистическая партия (БСП)), прежде, по результатам выборов 2007 года, кметом был Иван Росенов Николов (Демократы за сильную Болгарию (ДСБ)).